# 御崎公園球技場
御崎公園球技場（みさきこうえんきゅうぎじょう、英: Misaki Park Stadium）は、兵庫県神戸市兵庫区の御崎公園内にある球技場。施設は神戸市が所有し、日本プロサッカーリーグ（Jリーグ）・ヴィッセル神戸の運営会社で楽天の子会社である楽天ヴィッセル神戸が都市公園法に基づく管理許可制度により運営管理を行っている。
神戸市中央区に本社を置く化粧品メーカーのノエビアが命名権を取得し、2013年3月1日より「ノエビアスタジアム神戸」（ノエビアスタジアムこうべ、略称「ノエスタ」）の呼称を使用している（詳細は後述）。

## 歴史

### 神戸市立中央球技場
1970年、旧神戸競輪場跡地に神戸市立中央球技場（こうべしりつちゅうおうきゅうぎじょう）として開場。国内初の夜間照明を備えた本格的な球技専用の競技場で、当時は13,000人収容、メインスタンドが座席、バックスタンドは立見、ゴール裏は芝生席であった。
日本サッカーリーグ(JSL)時代は主にヤンマーディーゼルサッカー部の試合を中心に開催され、松下電器産業サッカー部の試合でも使われた。Jリーグ発足後は1992年のJリーグカップでガンバ大阪が主催試合を行ったが、その後はスタジアム規定や後述の改修工事などの関係でトップチームの試合には使われず、Jサテライトリーグが主であった。
中央球技場時代には日本男子代表の国際Aマッチ開催はなかったが、1981年9月6日にサッカー日本女子代表（なでしこジャパン）の日本国内での最初の国際Aマッチ（対サッカーイングランド女子代表戦）が開催されている。なお、1970年代から1980年代にかけてトッテナム・ホットスパーを始めとする欧州の強豪クラブを迎えて日本男子代表が親善試合を開催した記録がある。
1979 FIFAワールドユース選手権が日本で開催された際には、神戸中央球技場も会場となり、グループリーグCのリーグ戦（ラウンドロビン方式）と準々決勝・準決勝1試合ずつが開催された。
また、社会人、大学、高校のアメリカンフットボールの試合会場としてもしばしば使用された。

### 御崎公園球技場
2002 FIFAワールドカップの開催に合わせて、仮設席を含んでの40,000人規模の収容能力を有するスタジアムとして改築された。1995年に発生した阪神・淡路大震災からの復興の途上で改築計画が立てられたため、一時は予算の制約から計画の中止（神戸総合運動公園ユニバー記念競技場の改修）も検討されたが、結局は当初の計画に沿って中央球技場の改築へ着手した。
2001年11月にまずゴール裏の仮設席を含めたW杯規格の42,000人収容のスタジアムとして第1次オープン。同月にヴィッセル対横浜F・マリノス戦でこけら落としが行われた（メインスタンドには当時使用されていた『FIFA WORLD CUP/KOBE』の看板がある）。竣工時は、施工に携わった神戸製鋼所と大林組の共同企業体からの事業提案を受けて、両者が出資して設立された神戸ウイングスタジアムが都市計画法に基づく管理者として運営管理に当たった。
2003年に仮設席を撤去し、34,000人収容にする と共に、開閉屋根やパノラマレストラン、スポーツジム施設などを整備した。同年よりヴィッセル神戸がホームスタジアムとして使用している。
2015年3月2日にラグビーワールドカップ2019の開催会場となることが発表された。
2017年10月より芝の改修工事に行い、日本のスタジアムでは前例のない天然芝(96%)に人工芝(4%)を挿入した、いわゆるハイブリッド芝のSISGrass（シスグラス）が導入された。
2017年12月13日、神戸ウイングスタジアムとの15年間の管理運営契約が満了となるのを踏まえ、ヴィッセル神戸の運営会社である楽天ヴィッセル神戸からの申し出を受け、同社との間で平成30年度から10年間の管理運営に関する基本協定を締結した。
2018年の末に改修工事を実施（総工費約1億円）。場内の照明が神戸市によってLEDライトへ完全に置き換えられた ほか、選手ゲートの真横に「VIPラウンジ」（ゲートを入・退場する選手の姿をガラス越しで間近に見られるスペース）を新設した。2019年からは、ヴィッセル神戸主催のJ1リーグ公式戦開催日に限って、ピッチサイド上でタッチラインから6mしか離れていない場所に「特別席」（最大35席）を設けている。
なお、2020年の初頭から新型コロナウイルス（COVID-19）の感染が拡大していることを受けて、2021年Jリーグ開幕直前の2月22日には「散布型ドローンを用いた新型コロナウイルス感染症対策としての実証実験」として光触媒コーティングを全ての観客席に施した。日本国内のプロスポーツの本拠地である屋外型スタジアムでは初めての試みで、光を浴びることによって抗菌効果を発揮する自己結合性酸化チタン分散液（ナノゾーンソリューション）を、大型の散布型ドローンからスタンドに向けて噴射。ナノゾーンソリューションは「1回散布すれば上記の効果がおよそ2年間持続する」とされていて、2021年4月22日には楽天生命パーク宮城（NPB東北楽天ゴールデンイーグルスの本拠地）でも大型ドローンから散布されているが、当球技場とともに散布後も使用時の消毒作業を継続している。さらに、日本政府が65歳以上の国民を対象にモデルナ社製のCOVIDワクチンを接種する方針を決めたことを受けて、楽天グループでは当競技場内の施設の一部（車両用通路やロッカールームなど）を神戸市民向けの接種会場に提供。専用サイトで接種日時の予約を済ませた市民に向けた「大規模接種会場」としての運用を、神戸市による統括・指揮の下で2021年5月31日から開始した。楽天グループの会長でヴィッセル神戸のオーナーでもある三木谷浩史（神戸市出身）によれば「民間の知恵を活用しながら、ワクチン接種効率化のモデルケースを作りたい」とのことで、全国の大規模接種会場では初めての「オンライン予診」（競技場外に待機している医師がモニター越しに診察するシステム）を導入するなど、1日あたり5,000名規模までの接種に対応。ヴィッセルのホームゲーム開催日にも、原則として接種を実施している。

## 施設概要

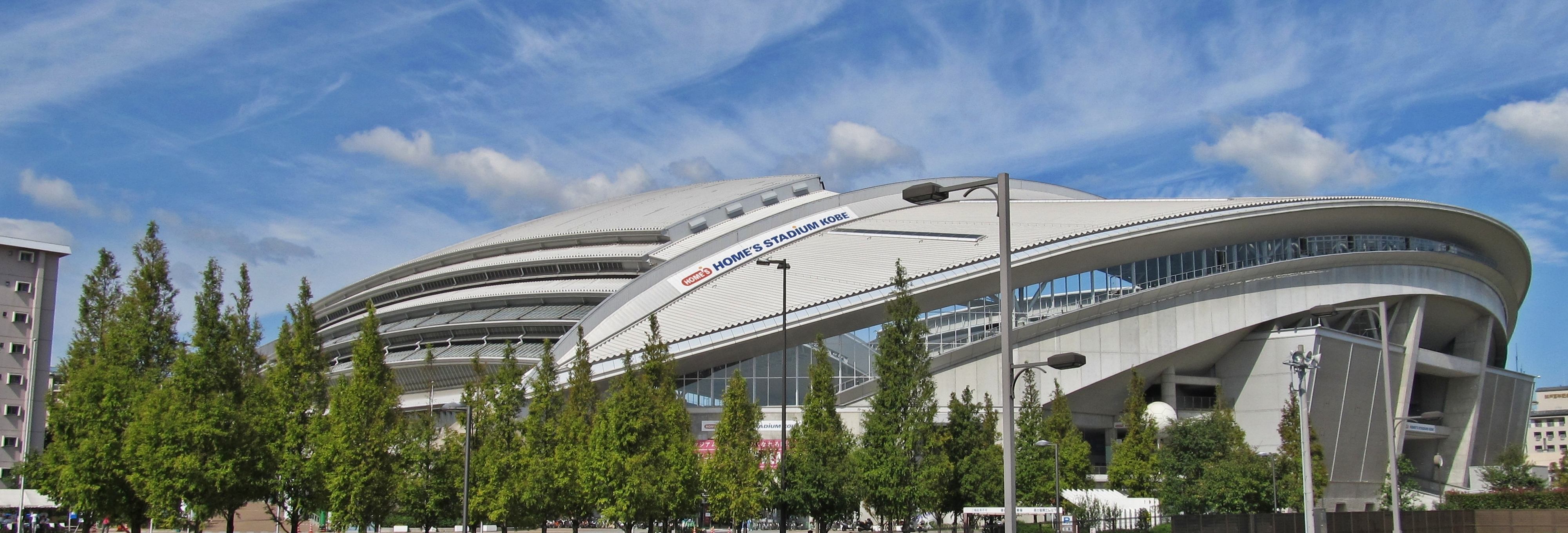
外観

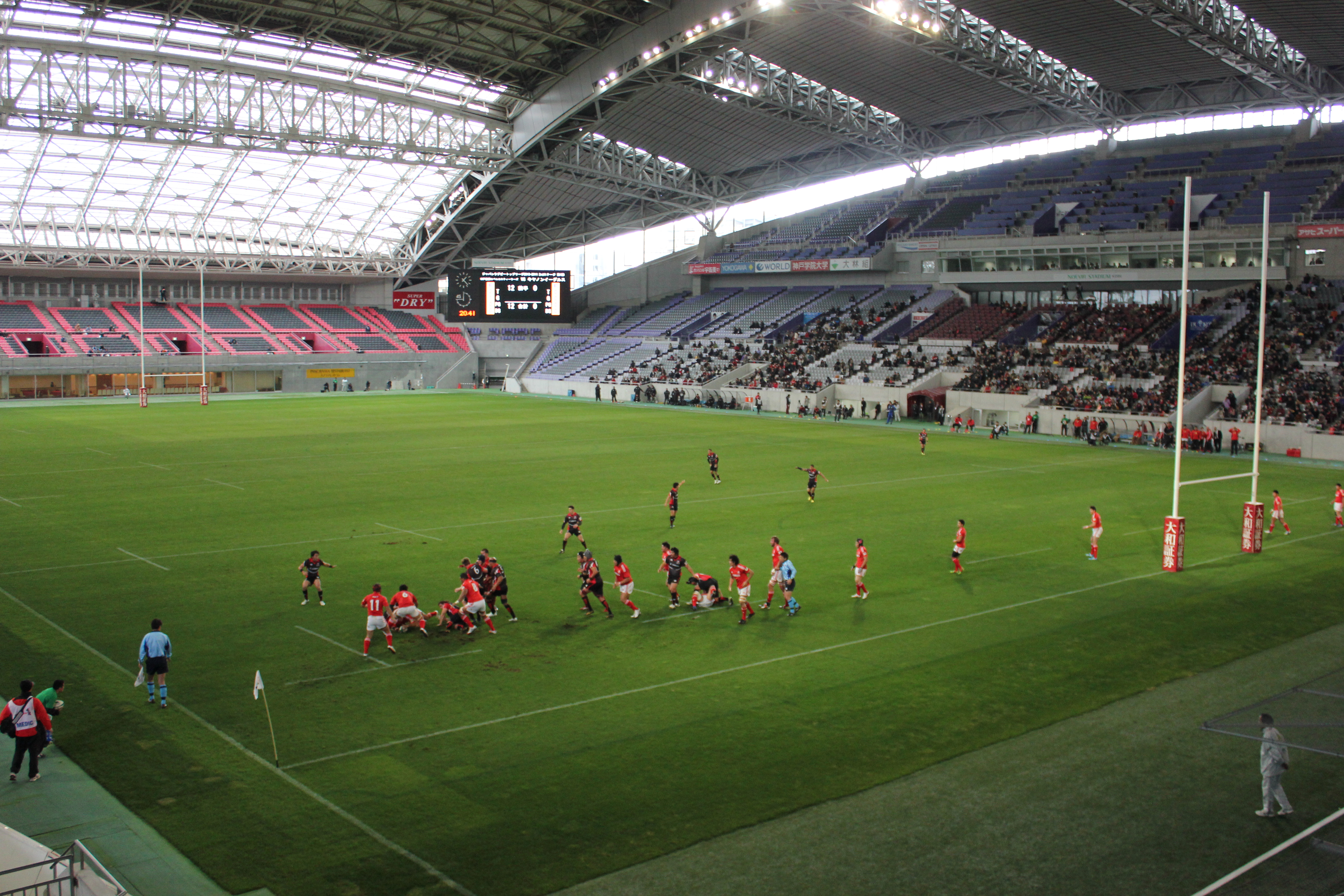
ラグビートップリーグの試合風景。

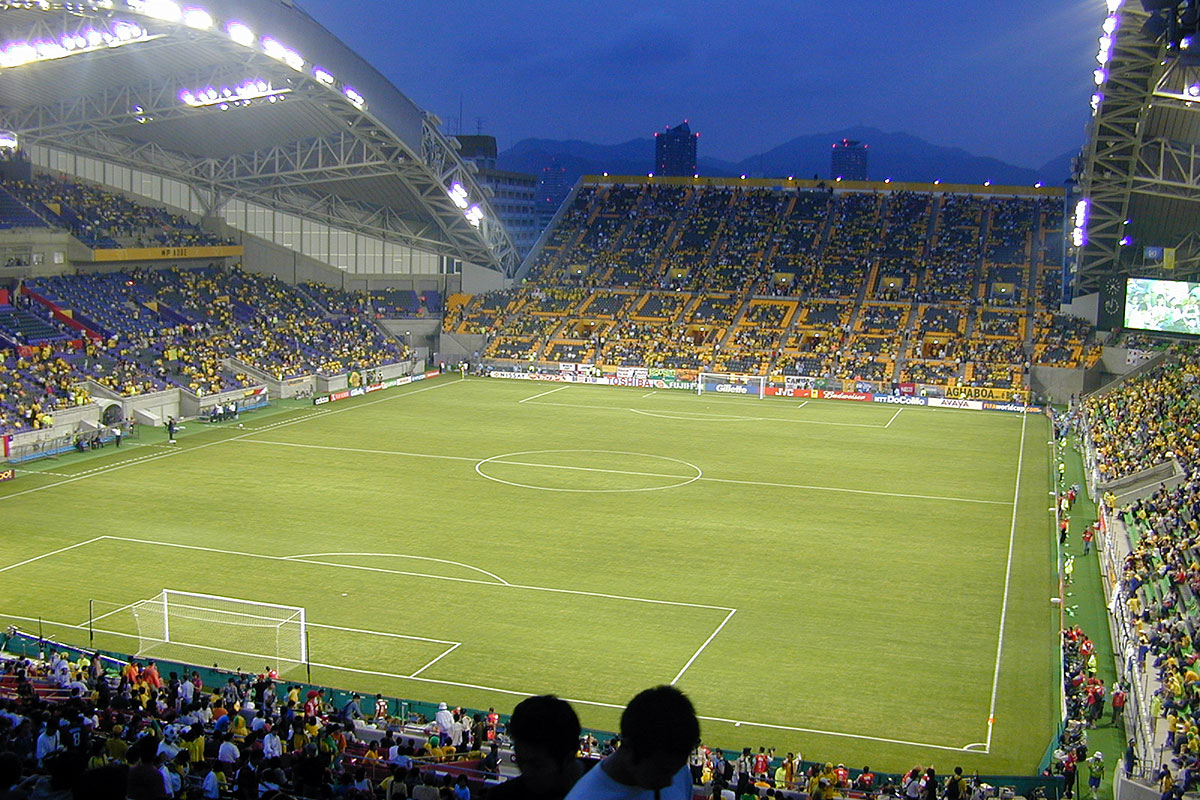
ワールドカップ時の北側仮設スタンド

ラグビーでも使用可能な球技専用スタジアム。当初は全面天然芝であったが、後にサッカーピッチの外側（ラグビー時のインゴールエリア）はロングパイル人工芝に張り替えられている。
スタンドはピッチ四辺に平行に設けられている。メインスタンドが二層式でサイドスタンド・バックススタンドが一層式。2階部分にはメインスタンドとサイドスタンドを結ぶコンコース通路が設けられている（イベントによっては動線計画により一部締め切ることがある）。全席が全て背もたれとカップホルダー付きの座席となっており、座席下部から温風または冷風を送り込む空調システムがついている。また、南サイドスタンドの一部には「床発電システム」が据えつけられている。サポーターが飛び跳ねることで床に設置した発電装置を稼動させ、この時発生した電力は試合終了後、観客誘導用の照明に使われる。
2002 FIFAワールドカップでは両サイドスタンドの上下に鉄パイプで足場を組んだ仮設席を設けて42,000人収容を確保しており、W杯終了後に仮設席を撤去して34,000人収容に縮小している。撤去された仮設席のうち、1,300席分はチュウブYAJINスタジアム（鳥取県米子市、2012年12月開場）の座席として再利用された。一時はヴィッセルのホームゲーム時にメインスタンド上層部（パノラマシート）を利用しなくなり、主催試合開催時は30,132人となっていた。当初は慣例通り北スタンド（メインスタンドから見て左側）がサッカー時のホーム側とされていたが、ヴィッセル神戸・サッカー日本代表・INAC神戸レオネッサは南スタンドをホーム側に変更している。2018年よりメインスタンド上層部の使用を再開したが、収容人数は28,425人と変更し、その後2019年ラグビーワールドカップの改修を経て2021年は29,631人、2022年6月完成のクリムゾンルーム（VIPルーム）の完成もあり、2023年現在は29,913人となっている。
大型映像装置はバックスタンドと北サイドスタンドの間、及びメインスタンドと南サイドスタンドの間に対称する形で11.2 x 6.02 mのものが1基ずつ設置されている。設置当初は三菱電機製オーロラビジョンだったが、設置されて8年以上経過し保守用の部品の調達が困難になったことから、2010年に場外のビジョン一基と共にLED化更新工事を行い、パナソニック製の「ウイングビジョン」 へ切り替わり、ハイビジョン映像にも対応した。また、音響設備は、神戸市に本社があるTOAのシステムが納入されている。
屋根はスタンド部分の真上に全て設けられており、開閉式屋根は4枚で構成され開放時はサイドスタンドに2枚ずつ収納されている。基本的に降雨時には屋根がしめられるが、2008年12月6日のJ1最終節、ヴィッセル×柏レイソル戦は屋根が開けられた状態での開催で試合途中に雪が降った中の試合となったことがある。立体トラスが多用されている。
2002年のW杯時はサイドスタンド上側に仮設席を設けるために、サイドスタンドと開閉式の屋根を造らないままで開催された。
日本初の女子プロサッカーリーグとしてWEリーグが発足した2021年には、9月12日の開幕戦（INAC神戸レオネッサ対大宮アルディージャVENTUS）で当スタジアムを使用することが決まったことを受けて、WEリーグ2021/2022シーズンタイトルパートナーのウェブシャーク（大阪府内に本社を置くYogiboの日本国内向け事業運営会社）が同日から「センサリールーム」（聴覚や視覚などで感覚過敏の症状を抱える人やその家族が安心して観戦できる部屋）をスタジアム内に常設。Yogiboブランドのビーズソファ、ぬいぐるみ、玩具などを備えた部屋で、当面はWEリーグのINACホームゲーム開催日限定で運営される。

### 付属施設
- スポーツジム「神戸ウイングスタジアムスポーツクラブ」（バックスタンド1階）
- 貸切レストラン「ヴィッセルラウンジ」（南サイドスタンド1階） - ヴィッセル試合開催時の一部座席用にも使用される。
  - 開場当初はピッチの見えるパノラマレストラン「ウルティモ」として営業していた。現在は座席が増設されているためピッチは見えない。
- 芝生広場
  - フリーマーケットなど各種イベントが実施されている。一部にラグビーW杯で使用された人工芝が移植されている。
- フットサルコート：2面
- 地下駐車場：700台（芝生広場地下）

## 命名権

### 施設命名権
| 命名権による呼称       | 契約企業 | 契約料年額（万円） | 契約期間                   |
| ---------------------- | -------- | ------------------ | -------------------------- |
| ホームズスタジアム神戸 | ネクスト | 7,000（税込）      | 2007年3月1日-2010年2月28日 |
| ホームズスタジアム神戸 | ネクスト | 7,000（税込）      | 2010年3月1日-2013年2月28日 |
| ノエビアスタジアム神戸 | ノエビア | 6,500（税込）      | 2013年3月1日-2016年2月29日 |
| ノエビアスタジアム神戸 | ノエビア | 6,685（税込）      | 2016年3月1日-2019年2月28日 |
| ノエビアスタジアム神戸 | ノエビア | 6,200（税別）      | 2019年3月1日-2022年2月28日 |
| ノエビアスタジアム神戸 | ノエビア | 6,200（税別）      | 2022年3月1日-2025年2月28日 |
| ノエビアスタジアム神戸 | ノエビア | 6,200（税別）      | 2025年3月1日-2028年2月29日 |

#### ホームズスタジアム神戸
神戸市とクリムゾンFCは、御崎公園球技場の施設命名権のスポンサーを募集。2007年2月に不動産ポータルサイト「HOME'S」を運営するネクストが年額7,000万円（税込）で命名権を取得（2007年3月1日から3年間）、「ホームズスタジアム神戸」の呼称（略称は「ホムスタ」）を使用した。なお、天皇杯全日本サッカー選手権大会や全国高等学校サッカー選手権大会の各県予選など兵庫県サッカー協会の主催試合の際は元の「神戸ウイングスタジアム」の名称を使用したことがある。
2010年には、2013年2月28日まで契約が更新され、引き続き「ホームズスタジアム神戸」の名称を使用することになったが、略称・略号は「ホームズ」に変更された。なお、ネクストは2013年2月末の契約満了を以て、命名権から撤退した。

#### ノエビアスタジアム神戸
2013年1月30日、神戸市に本社を置く化粧品メーカーのノエビアが年額6,500万円（税込）で命名権を取得した。2013年3月1日から3年間、命名権により「ノエビアスタジアム神戸」（略称「ノエスタ」）の呼称を使用している。その後さらに4回に渡って契約更新され、2025年時点では2028年2月29日まで命名権が継続される予定。
なお、国際サッカー連盟 (FIFA)、アジアサッカー連盟 (AFC)、ワールドラグビー等が主催する大会では、、クリーンスタジアム規定により会場を大会スポンサーと競合する企業名等を用いない名称とすることが求められており、ラグビーワールドカップ2019、AFCチャンピオンズリーグエリート2024/25では正式名称である「（神戸市）御崎公園球技場」(Kobe Misaki Stadium) をスタジアム名として用いた。命名権募集をする前の2002 FIFAワールドカップでは、当時の愛称であった「神戸ウイングスタジアム」(Kobe Wing Stadium) の名称を用いていた。

### 観客席に命名権導入
御崎公園球技場では2005年シーズンから、観客席に命名権を導入した。ヴィッセルのホームゲーム開催時に限り、メインスタンドとバックスタンドに企業名を冠し、広告収入はヴィッセルの運営会社であるクリムゾンフットボールクラブ（クリムゾンFC）が授受するというもの。メインスタンドはヴィッセルのスポンサーでもある楽天、バックスタンドは同じくヴィッセルのスポンサーである川崎重工業となり、それぞれ「楽天スタンド」「Kawasakiスタンド」と案内されていた。川崎重工業は2006年までの2年契約で更新はされなかった。楽天は契約を続けていたが、案内でもほとんど強調されていなかった。

## 芝生問題
2003年秋以降、芝生の生育状態が芳しくなく、サッカーをはじめとするスポーツイベントの開催に支障をきたしている。開閉式屋根の設置により日照及び通風が阻害されている事が原因とされており、ヴィッセル神戸が芝生の育成状態の改善を要望し、充分な育成が整わない場合は、（当スタジアムと併用していた）神戸総合運動公園ユニバー記念競技場をメインに戻し、サブに降格させると2004年9月にスタジアム側へ通告する事態にもなった。これを受けて、神戸市では2003年と2004年にそれぞれ2回、2005年・2006年にも芝の全面張り替えを行い、その後は芝の栽培技術改良に伴い、徐々に毎年の張り替え面積を減らしてきていた。また、一般利用とアメフトでの利用を一時停止し、2005年3月に両サイドスタンド上部の壁に通風口を約7,000万円かけて設置するなどの対応を行った。
しかしながら抜本的な改善策には至らず、夏場には芝が剥がれるなど荒れた状態が続き、特に2015年にはヴィッセル監督のネルシーニョ や選手ら がピッチへの不満を口にし、さらにヴィッセルのオーナーである三木谷浩史が自身のTwitterで「12年間言い続けましたが、芝が良くならない。そろそろ決断の時かな」とスタジアムへの不満を明らかにするツイートを記す などの事態となった。こういった状況を受け、ヴィッセルでは当スタジアムで開催予定だったJ1・2ndステージ第9節・サガン鳥栖戦（8月29日） およびJリーグヤマザキナビスコカップ準々決勝第2戦・柏レイソル戦（9月6日） をユニバー記念競技場での開催に変更した。2016年に10年振りの芝全面張り替えが行われ、2018年には日本初のハイブリッド芝のSISGrass（シスグラス）が導入された。2018年6月16日ラグビー日本代表vsイタリア代表の試合が行われ芝生の傷みが心配されたが、試合後の傷みはなく、また選手からも天然芝との違いが分からないと好評であった。ハイブリッド芝の強度、効果が証明された。

## 開催された主なイベント

### サッカー

#### 国内試合
- ヴィッセル神戸のホームゲーム
2019年シーズンから、公式戦の開催日限定で、スタジアム内外の全店舗を対象に「完全キャッシュレス化」を実施している。詳細は楽天グループ#スポーツ興業における完全キャッシュレス化を参照。
前身の川崎製鉄水島サッカー部時代にも、神戸への移転前年の1994年に1試合を開催している。
- INAC神戸レオネッサのホームゲーム
INACがWEリーグに参入した2021年には、9月12日に大宮アルディージャVENTUSとのリーグ開幕戦で使用。キックオフの時刻が当日に他会場で組まれていた開幕節4カードより早い時刻（午前10:00）に設定されたことから、WEリーグにとって最初の公式戦になった。
- 天皇杯全日本サッカー選手権大会
- 全日本高等学校女子サッカー選手権大会（2014年度 - 2016年度、2019年度 - 現在）
- 2016 J2第15節 ロアッソ熊本対FC町田ゼルビア（2016年5月28日）[注 2]
- インターハイ決勝

#### 国際試合
- FIFA（国際サッカー連盟）主管試合
  - 1979 FIFAワールドユース選手権（8試合）＊神戸市立中央球技場
  - 2002 FIFAワールドカップ（3試合）
    - グループF：スウェーデン代表×ナイジェリア代表
    - グループH：ロシア代表×チュニジア代表
    - 決勝トーナメント ベスト16：ブラジル代表×ベルギー代表
- 国際親善試合（キリンカップサッカー）
  - キリンカップサッカー2002：日本代表×ホンジュラス代表
  - キリンカップサッカー2006：ブルガリア代表×スコットランド代表
- 日本代表強化試合（キリンチャレンジカップ）
  - 2008年11月13日 日本代表×シリア代表
  - 2011年10月7日 日本代表×ベトナム代表
  - 2013年2月6日 日本代表×ラトビア代表
  - 2019年3月26日 日本代表×ボリビア代表[39]
  - 2021年6月11日 日本代表×セルビア代表

### ラグビー
- コベルコ神戸スティーラーズのホームゲーム
- 日本代表強化試合（リポビタンDチャレンジカップ）
  - 2014年11月1日 日本代表(JAPAN XV)×マオリ・オールブラックス
  - 2018年6月16日 日本代表×イタリア代表
- ラグビーワールドカップ2019[40]
  - プールC イングランド - アメリカ合衆国（9月26日）
  - プールA スコットランド - サモア（9月30日）
  - プールA アイルランド - ロシア（10月3日）
  - プールB 南アフリカ共和国 - カナダ（10月8日）

### アメリカンフットボール
- 関西学生アメリカンフットボール連盟の秋季リーグ戦： 関西学院大学×京都大学（2003年）
- ジャパンXボウル（2004年）
- えびすボウル（2004年）

### 格闘技
- INOKI BOM-BA-YE 2003

### その他
- 神戸市成人式（2004年 - 2017年、2019年 - ）[注 3]
- 第61回国民体育大会成年男子サッカー（のじぎく兵庫国体、2006年）
- スルッとKANSAIバスまつり（2010年）[注 4]
- 「おはようパーソナリティ道上洋三です」公開生放送（2012年）
- NMB48 秋の大運動会（2015年）
- ゆず 冬至の日ライブ2021（2021年）
- Mrs.GREEN APPLE ゼンジン未到とヴェルトラウム〜銘銘編〜 (2024年)

## 神戸競輪場
御崎公園は1896年に操業を開始した鐘淵紡績兵庫工場の跡地で、同工場は1945年の神戸大空襲により全焼・閉鎖となった。同工場跡地を買い取った神戸市により1949年10月15日に神戸競輪場が開設した。走路は1周500m、主に神戸市が主催者となってレースが開催された。開設当初より当競輪場の警備や売店など暴力団が受け持っていた。1950年9月、利権争いを巡って山口組と西海組の抗争事件が起こった。
1956年8月下旬から9月上旬にかけて、当時特別競輪であった全国都道府県選抜競輪が開催されたが、1960年12月8日の開催を最後に廃止された。

## アクセス
- 鉄道
  - 神戸市営地下鉄海岸線「御崎公園駅」徒歩5分[41]
    - サッカーやラグビーの大会開催時には臨時増発列車が運転されるほか、安全確保の観点から女性専用車が解除される。運転日や時間は神戸市交通局のサイトから確認できる。

  - JR神戸線（山陽本線）「兵庫駅」徒歩20分[1]
  - 神戸市営地下鉄海岸線・JR和田岬線「和田岬駅」徒歩6分[41]
    - スタジアム側では、「列車の運行本数が限られている」との理由で、JRの和田岬駅をアクセスルートとして推奨していない[41]。ラグビーワールドカップ2019の開催日には、通勤利用客との輻輳等に伴う安全確保を理由に、神戸市が観客に対してJR/地下鉄和田岬駅での列車の乗降を控えることを観客に呼びかけていた[42]。
- バス
  - 神戸市営地下鉄西神・山手線「湊川公園駅」および神戸電鉄「湊川駅」より神戸市営バス3系統 吉田町一丁目（ノエスタ前）下車後、徒歩[41]
  - 2015年以降、ヴィッセル神戸のホームゲーム開催時には平日などの日を除き、試合終了に合わせて神戸市営バスによる笠松7丁目発兵庫駅行臨時直通バスが運行される。2024年以降は運行試合が少なくなっているため注意が必要である（運行の有無はヴィッセル神戸のHPで発表されている）。
  - 神戸市民向けにCOIVD-19ワクチンの接種を実施する日には、JR兵庫駅・「新長田駅」（JR神戸線／神戸市営地下鉄西神・山手線および海岸線）と競技場の間を直行する無料のシャトルバスを、原則として15分間隔で神戸市営バスが臨時に運行していた[43]。
- 自動車
  - 湊川出入口から約2キロメートル[41]
  - 柳原出入口から約1キロメートル[41]
    - スタジアム隣接地に700台収容の駐車場があるが、Jリーグ等のイベント開催時は事前予約制である[1][41]。

### 注記
1. ↑  パナソニックの大型映像装置は「アストロビジョン」と言う商品名が存在するが、パナソニック電工の製品に関してはこれと言った名称は特に無く、当スタジアム独自に命名された。
2. ↑  熊本のホームスタジアムであるうまかな・よかなスタジアムが、平成28年熊本地震の影響により「会場の安全確認が完了していない」という理由で使用中止となり[37]、その代替として使用された[38]。
3. ↑  2018年のみ芝生張り替え作業で開催不能によりグリーンアリーナ神戸で開催。
4. ↑  2017年も開催予定だったが、台風接近により中止となった。